# سان كوين
سان كوين (بالإنجليزية: San Quinn) هو رابر أمريكي، ولد في 24 أكتوبر 1977 في أوكلاند في الولايات المتحدة.

## وصلات خارجية
- سان كوين على موقع ميوزك برينز (الإنجليزية)
- سان كوين على موقع أول ميوزيك (الإنجليزية)
- سان كوين على موقع ديسكوغز (الإنجليزية)